# Sentimiento antiestadounidense en España

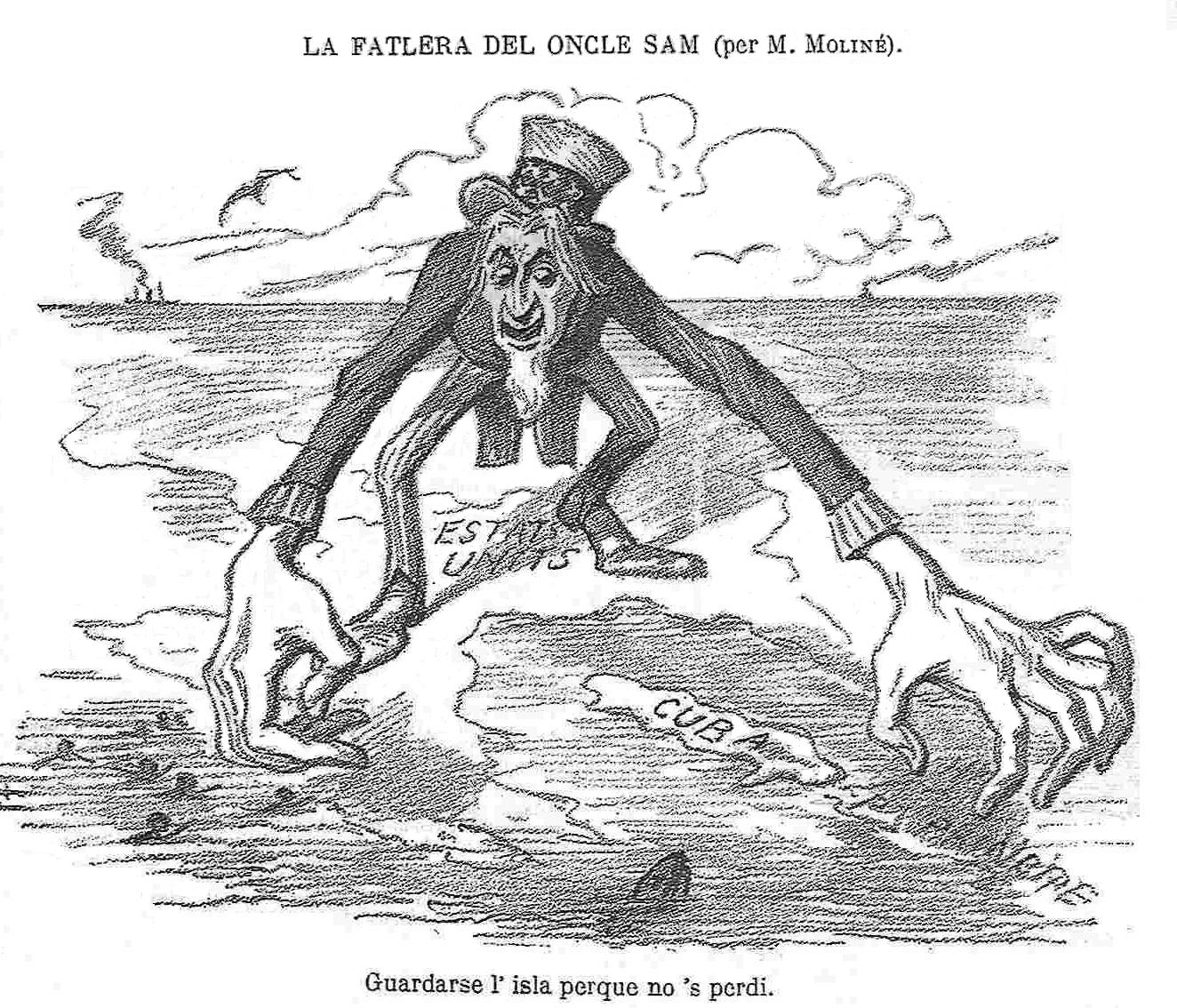
Caricatura política de 1898 ilustrando las intenciones de los Estados Unidos en Cuba

El sentimiento antiestadounidense (también llamado antiamericanismo, antiestadounidismo, antiestadounidensismo, o americanofobia) en España consiste en una animadversión hacia Estados Unidos percibida como profundamente arraigada en el pueblo español; y varias encuestas lo clarifican, clasificando a España como uno de los países con mayor nivel de sentimiento antiestadounidense en Europa. Según un estudio del German Marshall Fund, los sentimientos hacia los Estados Unidos en España se encontraban como los menos favorables de Europa junto Turquía. Lejos de ser exclusivamente de naturaleza izquierdista, los Estados Unidos de América también han sido vistos bajo una luz negativa por facciones conservadoras en España.
La consideración de la guerra hispano-estadounidense de 1898 como punto de origen del antiamericanismo en España ha sido un lugar común en la historiografía, aunque este extremo ha sido recientemente discutido, ya que los estereotipos negativos sobre los EE. UU. comenzaron a ser forjados ya desde la declaración de independencia de 1776. La propagación de prejuicios y clichés contra los Estados Unidos, común en Europa durante los siglos xix y xx, encontró un terreno fértil en España. El antiamericanismo español del siglo xix —profundamente conservador— se desarrolló vehiculado a través de un discurso panhispánico que situó a los Estados Unidos como un enemigo de los intereses españoles y de la fe católica.
La guerra de 1898, percibida en los Estados Unidos como una «splendid little war» (una «guerrita espléndida»), significó un desastre nacional para muchos en España, aunque, a pesar de los intentos de los sectores más obstinados de la derecha que siguieron dedicándose a alimentar el sentimiento antiestadounidense, las secuelas inmediatas en la opinión pública se centraron en un foco en la autocrítica y en una grave crisis en la psique nacional en lugar de en una prevalencia de posturas revanchistas.
Según Alessandro Seregni, el sentimiento antiestadounidense español del siglo xx se construyó sobre dos culturas políticas diferentes («grupos» o «familias»), una de derecha y otra de izquierda.
Durante la Segunda Guerra Mundial el antiamericanismo de derecha, abanderado por la Iglesia, las Fuerzas Armadas y la Falange, fue descarado, convirtiéndose los miembros de esta última en patrocinadores de una cosmovisión apuntalada por la «Hispanidad» en colisión con la Doctrina Monroe. Tras el fin de la Segunda Guerra Mundial el antiamericanismo de derecha se volvió más defensivo. Las críticas y condenas al imperialismo estadounidense se extendieron en España en los años 60 y 70. La participación de los Estados Unidos en el exterior en los años 70 (a menudo apoyando regímenes antidemocráticos) empañó aún más la reputación del país entre las sensibilidades de izquierda.
Para muchos autores, la prevalencia mayor del rechazo hacia Estados Unidos en España con respecto a otros países de su entorno se ha debido al recuerdo de 1898 y al resentimiento de la izquierda por la asociación estadounidense con Franco. Además de los acontecimientos anteriores, los Pactos de Madrid de 1953 (que llevaron a la instalación de bases militares estadounidenses en España), la falta de entusiasmo de los Estados Unidos por una transición democrática en los años 70 en España, el apoyo de estos a las dictaduras de ultraderecha en Hispanoamérica durante la administración de Ronald Reagan y la invasión de Irak (incluyendo el asesinato de José Couso) también han sido mencionados como acontecimientos que han alimentando el odio hacia lo estadounidense. España fue de hecho el país europeo con los niveles más altos de oposición a la guerra de Irak entre la opinión pública.
En cuanto a la actividad de organizaciones armadas atentando contra intereses estadounidenses (que incluía frecuentemente el ataque a la embajada y a consulados, además de también a objetivos militares), antes de la muerte de Franco esta se circunscribió a las ejecutadas por la Liga Comunista Revolucionaria, el Frente Revolucionario Antifascista y Patriota (FRAP) y el Frente de Liberación Catalán (FAC). Tras la muerte del dictador en 1975 la gama de perpetradores se amplió, incluyendo a los Grupos de Resistencia Antifascista Primero de Octubre (GRAPO), a Euskadi Ta Askatasuna (ETA), a Terra Lliure y al «Ejército Rojo Catalán de Liberación» (ERCA) además de a la llamada «Vanguardia Falangista». Entre las diversas acciones en suelo español, un atentado terrorista reivindicado por el ERCA —el atentado del bar Iruña— terminó con un militar estadounidense asesinado, aunque la autoría no llegó a aclararse y llegó a especularse en su momento con un grupo árabe.